# Anoplodactylus spurius
Anoplodactylus spurius is een zeespin uit de familie Phoxichilidiidae. De soort behoort tot het geslacht Anoplodactylus. Anoplodactylus spurius werd in 1992 voor het eerst wetenschappelijk beschreven door Stock. 